# Панорама-Гайтс (Каліфорнія)
Панорама-Гайтс (англ. Panorama Heights) — переписна місцевість (CDP) в США, в окрузі Туларе штату Каліфорнія. Населення — 44 особи (2020).

## Географія
Панорама-Гайтс розташована за координатами 35°48′24″ пн. ш. 118°37′37″ зх. д. / 35.80667° пн. ш. 118.62694° зх. д. (35.806768, -118.627053).  За даними Бюро перепису населення США в 2010 році переписна місцевість мала площу 1,23 км², уся площа — суходіл.

## Демографія
Згідно з переписом 2010 року, у переписній місцевості мешкала 41 особа в 22 домогосподарствах у складі 15 родин. Густота населення становила 33 особи/км².  Було 166 помешкань (135/км²).
Расовий склад населення:
| - 85,4 % — білих - 2,4 % — корінних американців - 2,4 % — чорних або афроамериканців - 9,8 % — осіб інших рас |

До двох чи більше рас належало 0,0 %. Частка іспаномовних становила 9,8 % від усіх жителів.
За віковим діапазоном населення розподілялося таким чином: 4,9 % — особи молодші 18 років, 61,0 % — особи у віці 18—64 років, 34,1 % — особи у віці 65 років та старші. Медіана віку мешканця становила 58,3 року. На 100 осіб жіночої статі у переписній місцевості припадало 115,8 чоловіків;  на 100 жінок у віці від 18 років та старших — 116,7 чоловіків також старших 18 років.
Середній дохід на одне домашнє господарство  становив 31 455 доларів США (медіана — 32 500), а середній дохід на одну сім'ю — 40 913 долари (медіана — 42 500). 
Цивільне працевлаштоване населення становило 7 осіб. Основні галузі зайнятості: освіта, охорона здоров'я та соціальна допомога — 71,4 %, мистецтво, розваги та відпочинок — 28,6 %.